# Influència de la cultura nòrdica
La cultura nòrdica va ser recuperada i va començar a influir a l'Europa central des de mitjan segle xvii.

## Influències modernes de la mitologia nòrdica
Durant el Renaixement hi va haver el primer interès acadèmic en la mitologia nòrdica pre-cristiana, en el context de l'interés de la mitologia clàssica de la resta d'Europa. En aquest context, Saxo Grammaticus i la seva Gesta Danorum, per primera vegada es traduí al danès el 1514. Durant aquests anys va començar a publicar-se la col·lecció de manuscrits islandesos de l'Edat Mitjana, així com el tractament inicial de l'antiga literatura islandesa. El 1555 es donà a conèixer Olaus Magnus i la seva obra De Gentibus septentrionalibus, on es tracta el folklore nòrdic.
Al segle xvii els primers estudis científics de la mitologia nòrdica es publicaren. Ole Worm va ser un pioner en aquest sentit, i el seu treball va ser una influència per als estudiosos molt de temps després. Durant el mateix període els poemes de les Edda es traduïren al llatí, la traducció de Peder Resen, Edda Islandorum, de 1665, va ser particularment prominent. Aquesta i altres traduccions augmentaren considerablement el coneixement de la mitologia nòrdica pagana fora de la regió nòrdica.
Amb l'onada del romanticisme al segle xix la mitologia vikinga va assolir un gran èxit popular, i en els últims temps, en particular, ha tingut un paper destacat en els contextos del romanticisme nacionalista, per exemple, en la poesia i la història, per reclamar una singularitat nòrdica especial. Aquest flux pot incloure el que es troba en el segon himne nacional danès Hi ha un país ple d'encant, que és una referència a Freya, (“Der er et yndigt land”), on s'exalta la dolçor del país, amb text d'Adam Oehlenschläger, d'aproximadament 1819, i melodia de Hans Ernst Krøyer d'aproximadament 1835, és utilitzat per a commemoracions de caràcter nacionalista
Així mateix, el primer himne danès va ser escrit per Johannes Ewald l'any 1779 i la melodia és d'un compositor desconegut. La versió més antiga que es coneix de la melodia és anònima i figura sota el títol «Ària» en «El llibre de violí de Bast», que data de la segona meitat del segle xviii. La melodia ha estat atribuïda a Ditlev Ludvig Rogert (jutge a Bornholm, 1742-1813) i, erròniament, a Johann Ernst Hartmann. La versió definitiva es deu a Daniel Friedrich Rudolf Kuhlau, que va compondre sobre ella una sèrie de variacions per a piano (opus 16, d'aproximadament 1817) i la va incorporar a l'obertura del «Pujol dels Elfs» («Elverhøj») en 1828.
També les bases militars daneses a l'estranger s'anomenen d'acord amb la mitologia, a l'Iraq: Campament Yggdrasil, Campament Danevang i Campament Einherjer; i a l'Afganistan: Campament Viking.
Els déus germànics i els temes més importants de la mitologia nòrdica han deixat vestigis tant en el vocabulari modern com en la cultura.

### Tolkien iEl Senyor dels Anells
La novel·la de J. R. R. Tolkien, El Senyor dels Anells , rep una enorme influència dels mites europeus septentrionals, segons va admetre el mateix autor. A mesura que el treball es va popularitzar, elements del seu món de fantasia van anar entrant contínuament en la percepció popular del gènere fantàstic. En gairebé totes les novel·les modernes fantàstiques es poden trobar criatures nòrdiques com elfs, nans i gegants de gel. A més, Tolkien descriu els seus elfs similars als elfs de la mitologia nòrdica, i no com els dels contes populars, ja que es va inspirar en múltiples llegendes i llibres nòrdics, com Beowulf , la Saga Volsunga o Der Ring des Nibelungen. Alguns noms que apareixen en el llibre van ser trets de la mitologia nòrdica com és el cas del Mag Gandalf, prestat d'un nan de les Edda prosaica de Snorri Sturluson, fins i tot la trama d'aquesta novel·la transcorre en l'anomenada Terra Mitjana ( Middle-earth), un nom clarament pres del Midgard mitològic.

### Música

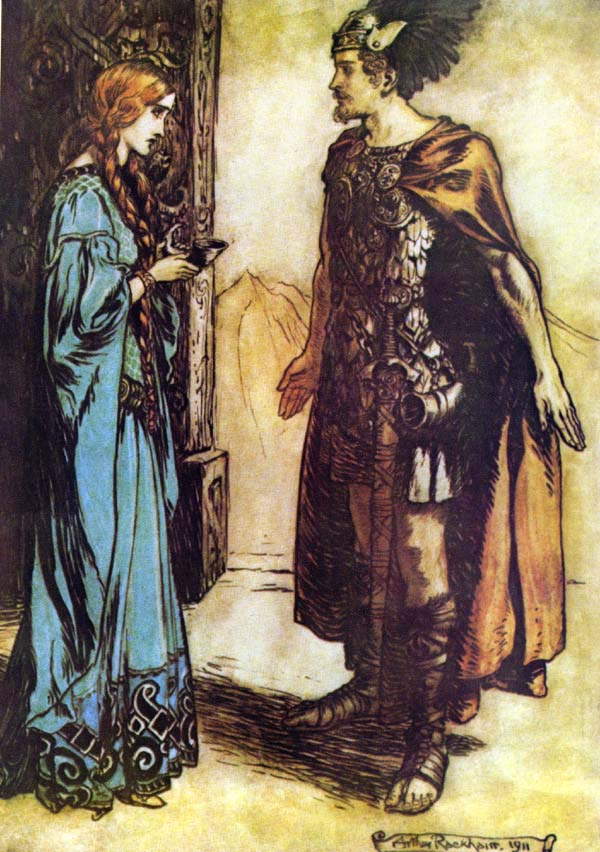
Siegfried s'enamora de Gudrun quan aquesta li ofereix el corn per beure. Arthur Rackham. 1911. Der Ring des Nibelungen es la gran tetralogia de Richard Wagner, basada en la mitologia nòrdica, per bé que vista des d'un punt de vista romàntic-idealitzat.

#### Richard Wagner i Der Ring des Nibelungen
La mitologia nòrdica també ha influït a Richard Wagner que ha usat temes literaris per compondre el famós Der Ring des Nibelungen ("L'anell del nibelung") un cicle de quatre òperes:
- Das Rheingold
- Die Walküre
- Siegfried
- Götterdämmerung[4]

La seva influència ha estat mundial. Molts fragments de l'òpera han estat utilitzats com a música d'acompanyament, per exemple, "La cavalcada de les Valquíries" ha estat popularitzada en nombrosos films com a Apocalypse Now.

#### Viking Metal
A més, la mitologia nòrdica i altres aspectes dels vikings serveixen de base per a les lletres de les cançons en el Viking Metal, un gènere musical sorgit al voltant dels anys 90 que es relaciona amb el Heavy metal. El viking metall pren una base de Black Metal clara, pren tots els seus elements característics (les guitarres, la veu gutural raspada) només que amb líriques sobre la mitologia nòrdica. Les bandes noruegues més conegudes són Einherjer, Borknagar, i Enslaved.
També trobem grups com Amon Amarth (tot i que molts dels entesos no ho consideren Viking Metal, sinó Death Metal Melòdic), que es fan dir descendents de vikings, o Tyr, que ha fet diversos concerts amb Amon Amarth.
Un altre grup les lletres estan inspirades en el folklore escandinau és Otyg, de procedència sueca (tot i que ara estan separats) i que canten, a més, en suec antic.
Tot i que la majoria d'aquests grups procedeixen del nord d'Europa, també van sorgir bandes en altres parts del món influenciades per la mitologia nòrdica. És el cas de Heulend Horn, provinent de l'Argentina o Runic, d'Espanya.
A més d'això podem donar menció al Black Metal, gènere musical nascut a Noruega, Suècia i que en els seus orígens busca recuperar l'antiga religió escandinava utilitzant mètodes de barbarisme pagà i deixant al seu pas un munt d'esglésies cremades per demostrar que el cristianisme és un intrús a les terres d'Odín.

#### Rock viking
El rock viking (Vikingarock en suec) és un subgènere musical del rock que agafa molts dels seus temes del romanticisme de l'Europa del Nord, mesclant-los amb elements del rockabilly, Oi! o street punk, i la música folk.
Destaquen els grups suecs Hel i Ultima Thule.

### Cinema i sèries de televisió

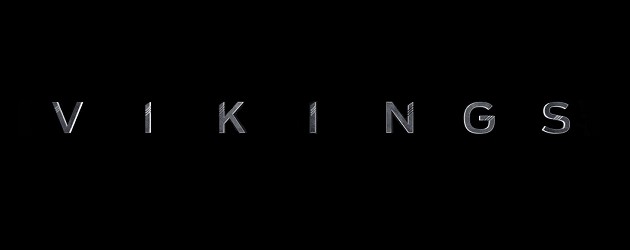
Captura d'imatge de la sèrie de televisió de 2013, Vikings, de The History Channel, on la mitologia i les llegendes nòrdiques són força presents.

- Els personatges principals de la pel·lícula de 1958, Els Víkings, són fidels d'Odin. Alguns personatges comparteixen similituds amb els déus nòrdics, com Kirk Douglas, que perd un ull com Odin, o Tony Curtis, que perd una mà, igual que el déu de la guerra, Tyr.
- Erik el víking, amb Tim Robbins, s'inspira en els mites.
- Jim Carrey és un home insegur la vida del qual canvia després que es topa amb una màscara que posseeix els poders del déu nòrdic Loki a La Màscara.
- La pel·lícula de superherois de 2011 Thor, dirigida per Kenneth Branagh i protagonitzada per Chris Hemsworth, es basa en la saga de Marvel Comics Thor, i se centra en ell i els altres déus de l'Asgard.
- A la pel·lícula d'Ingmar Bergman El manantial de la donzella (1960) ofereix una meditació sobre la persistència de l'antiga religió cristiana a la Suècia medieval quan l'energia fosca d'Odin es desencadena pel culte secret de la protagonista.
- La pel·lícula d'animació de DreamWorks Com ensinistrar un Drac (2010) fa algunes referències als déus nòrdics Odin i Thor.
- La sèrie Vikings, del canal History Channel, està inspirada en els contes de la incursió, el comerç i l'exploració dels escandinaus a principis de l'Escandinàvia medieval. Segueix les gestes del cap viking Ragnar Lodbrok, la seva tripulació i la seva família, especialment a través de les sagues del segle xiii Ragnars saga Loðbrókar i Ragnarssona þáttr, així com en la Gesta Danorum de Saxo Grammaticus, del segle xii.
- La pel·lícula malaia Vikingdom tracta temes de la mitologia nòrdica.
- El director de cinema Hrafn Gunnlaugsson ha dirigit tres pel·lícules de temàtica vikinga: Hrafninn flýgur (1984), Í skugga hrafnsins (1988) i Hvíti víkingurinn - Den Hvite viking (1991).

### Anime i manga
- Al popular anime Saint Seiya, una de les sagues va estar estretament relacionada amb aquesta mitologia. La saga de Asgard relata com els sants de bronze han d'enfrontar-se als déus guerrers de Asgard i al seu líder, Hilda de Polaris, per evitar que aquesta última fongui els gels polars sota la influència de Der Ring des Nibelungen. Els sants de bronze han d'emprar l'espasa sagrada de Odin, Balmung, per trencar l'encanteri que l'anell provoca sobre la sacerdotessa.
- A la popular franquícia Digimon hi ha diverses criatures que fan referència a la cultura nòrdica, aquests casos serien Vikemon un Digimon Viking, Valkirimon una Valkiria, etc., També els anomenats Royal Kinghts porten algunes referències nòrdiques com Sleipmon referent al cavall Sleipnir, i també les armes de diversos Royal Knights com el cas de l'escut Aegis, la llança de Gram, la ballesta Muspelheim, etc., per descomptat la major referència en el "Digimón" la fa el déu del mateix anomenat "Yggdrasil" òbviament com a referent al gran arbre de la vida de la mitologia nòrdica.
- A l'anime Aa! Megamisama es pot apreciar una estreta relació amb la mitologia nòrdica és Aa! Megamisama, més conegut com Oh! My Goddess, en el qual els seus protagonistes prenen el nom de les Nornes: Belldandy (Verdandi), Urd i Skuld. També s'esmenten altres éssers com les valquíries, Fenrir i l'arbre de la vida, Yggdrasil (que en l'anime és el nom que pren el sistema operatiu del cel, a més d'aparèixer en la pel·lícula en forma d'un gran arbre).
- Al manga Matantei Loki Ragnarok es relata les aventures i desventures del déu nòrdic Loki convertit en un nen de nou anys com a càstig diví imposat per Odín. Així aniran apareixent altres déus, per bé o malament d'ell, com ara: Freyja, també convertida en una nena; Frey, que està a la recerca de la seva germana; Heimdall, qui busca venjança, ja que Loki temps enrere li havia arrencat l'ull dret; Thor, i els tres fills de Loki: Jörmundgandr, Fenrir i Hela. Loki haurà de lluitar contra els déus enviats per Odin per matar-lo i així evitar el Ragnarök. Destaca també que apareixen les tres Nornes: Urd, Verdandi i Skuld.
- El manga Vinland Saga està ambientat en la història de l'arribada dels vikings a Vinland. Fou guanyador d'un premi i fou nominat a un altre.
- El manga Yojouhan Sweet Home conté una història auto-conclusiva (Northmen) ambientada en el món viking.
- El manga Viking ni Dakarete està ambientat en la història dels vikings.
- El manga Crystal Dragon està embientat en el món i la mitologia dels vikings i tracta temes relacionats amb el LGTB.

### Còmics occidentals i vinyetes
- A diversos còmics de l'editorial Marvel apareixen déus nòrdics com a tals. És molt conegut el cas de Thor o el seu germà i enemic Loki. També apareixen Odin, Tyr, Jörmundgandr, Heimdall i molts altres.
- La sèrie de còmics de fantasia Los Reyes Elfos de l'autor valencià Víctor Santos situen la història plenament en la mitologia nòrdica amb alguns afegits de mitologia japonesa i budista.
- El còmic La sangre de las valkirias amb guió de Victor Santos i dibuix de Pere Pérez està ambientat en el món dels vikings i tracta sobre l'arribada del cristianisme.
- Les vinyetes de Hägar the Horrible estan protagonitzades per uns estereotipats vikings.
- El còmic espanyol Sigur el vikingo.

### Videojocs
- Viking: Battle for Asgard
- The Last Vikings és un videojoc tipus puzle de Bizzard protagonitzat per tres estereotipats vikings.[6]
- El videojoc per a navegadors web Nords: Heroes of the North està ambientat al món viking i les seues llegendes.[7]
- Final Fantasy: Per al setè títol de la famosa saga, Squaresoft va dissenyar un món en el qual havien ciutats amb noms com ara Midge o Nibelheim. A més, en les diverses entregues de la sèrie dels protagonistes poden invocar en combat a ens mitològics de tota classe, com per exemple el déu Odín (Final Fantasy VII, Final Fantasy VIII, Final Fantasy IX) i el llop Fenrir (Final Fantasy IX), també hi ha una monstruosa serp (en clara al·lusió a Jormungand) anomenada Midge Zolom i una espasa anomenada Ragnarök.
- El videojoc de PlayStation Valkyrie Profile es desenvolupa completament en el món de la mitologia nòrdica. Narra el viatge d'una valkiria anomenada Lenneth per reclutar Einherjers per evitar el Ragnarök. Apareixen nombrosos déus, entre ells Odin, Loki, Freya, Frey, i, a més de nombroses criatures mitològiques, inclosos gegants de gran importància i bèsties (Surt, Fefnir, Bloodbane per exemple). La seva seqüela, Valkiria Profile 2: Silmeria, llançat el 2006 per a PlayStation 2, conserva tots aquests atributs i afegeix molts més, incloent al seu protagonista Alícia, que comparteix el seu cos amb Die Walküre en rebelion a Odin, Silmeria.
- Ragnarok Online és un joc de rol en línia del tipus videojoc de rol massiu que també es regeix de la mitologia nòrdica. Hi ha llocs que estan estretament relacionats amb aquesta mitologia, com ho és l'arbre de Yggdrasil i les seves múltiples usos, el temple de Freya, el món de Niflheim on habiten els morts i el continent de Midgard (el continent es diu així, on hi ha 3 països: Rune-Midgard, República de Scharwthaz i l'estat de Arunafeltz) on habiten els humans (on es poden trobar ciutats amb la mateixa relació).
- Starcraft: A l'èxit mundial de Blizzard trobem que les progènies de la raça alienígena Zerg tenen noms de figures mitològiques com Jormungand, Fenrir, Baelrog, Garm o Surtur (que és en la mitologia el líder dels gegants de foc al sud i sobirà de Muspelheim, el regne de foc) o Grendel (que és el monstre antagonista del poema anglosaxó de Beowulf); també hi ha un superamable zerg anomenat Yggdrasil. D'altra banda, en l'expansió la raça humana té una unitat aèria anomenada Valkiria.
- Warcraft III Reing Of Chaos: en aquest joc d'estratègia hi ha la influència de la mitologia nòrdica en alguns elements, com l'Arbre de la Vida (anomenat Nordrassil), un enorme Arbre que mantenia la vida en el món (clarament es veu que és l'equivalent a l'arbre de Yggdrasil), i la seva última missió anomenada "El Crepúsculo de Els Déus" (justament Ragnarök significa Crepuscle dels Déus), en aquesta missió l'Aliança, L'Horda i els Elfs Nocturns s'uneixen per vèncer les forces de la Legió del Caos i dels Morts Vivents (es diu que al Ragnarök els morts anaven a tornar a Midgard per atacar als vius), per evitar que destrueixin l'Arbre de la Vida.
- Boktai: El cap final d'aquest joc es diu Hell i el de la seqüela Jörmundgandr. Algunes armes tenen com a denominació Gungnir i Mjolnir.
- Tomb Raider Underworld: és un videojoc desenvolupat per Crystal Dynamics i continuant amb la saga creada amb Tomb Raider Legend i Tomb Raider Anniversary, Lara s'aventura en la cerca per trobar l'Ávalon de la llegenda artúrica, trobant el Niflheim, aquí és on la història dona un gir entorn de la mitologia nòrdica, recollint el cinturó, els guants i el martell de Thor (Mjolnir), una arma amb prou poder per matar un déu i necessari per arribar al Helheim.
- World of Warcraft: En la Tercera expansió d'aquest conegut joc (Wrath of the Lich King), ens trobem amb nombroses referències a la mitologia nòrdica. Així, ens trobem per exemple en la masmorra de Ulduar a 4 sentinelles que representen diferents aspectes: Mimiron (saviesa, coneixement, ciència), Freya (vida, creixement, natura), Thorim (llamp), Hodir (gebre, gel). La semblança dels noms és evident. També s'introdueixen amb aquesta expansió les races Val'kyr i Vry'kul, de gran semblança amb les valquíries i els vikings respectivament (en aquest últim cas podem veure-ho en la seva arquitectura, els seus vaixells ...). Pel que fa a les bèsties, podem trobar-nos a uns enormes cucs carnívors coneguts com a Jormungar.
- La Batalla per Wesnoth: Joc d'estratègia per torns multiplataforma de programari lliure (un dels jocs d'estratègia més populars en el SO GNU/linux) on els jugadors han de triar una "raça" com poden ser elfs, nans, orcs, etc.
- La saga de Cultures (Cultures, Cultures 2, Northland, i altres) són uns videojoc d'estratègia en temps real desenvolupats per Funatics Development i publicat en Espanya per Ludis Games ambientat en el moment d'expansió dels vikings per Orient Pròxim i Europa.[8][9][10]
- War of the Vikings és un videojoc d'acció.[11]
- Medieval Total War és un joc de la sèrie de jocs Total War que té l'expansió Viking Invasion.